# Bardaï
Bardaï (arabisch برداي, in der Sprache der Einheimischen, Tedaga, heißt der Ort Goumodi [„roter Pass“]; in deutschsprachiger Literatur wird der Ort meist einfach Bardai geschrieben) ist eine Kleinstadt mit 1500 Einwohnern im Nordwesten des Tschad und Hauptstadt der 2008 erschaffenen Provinz Tibesti.

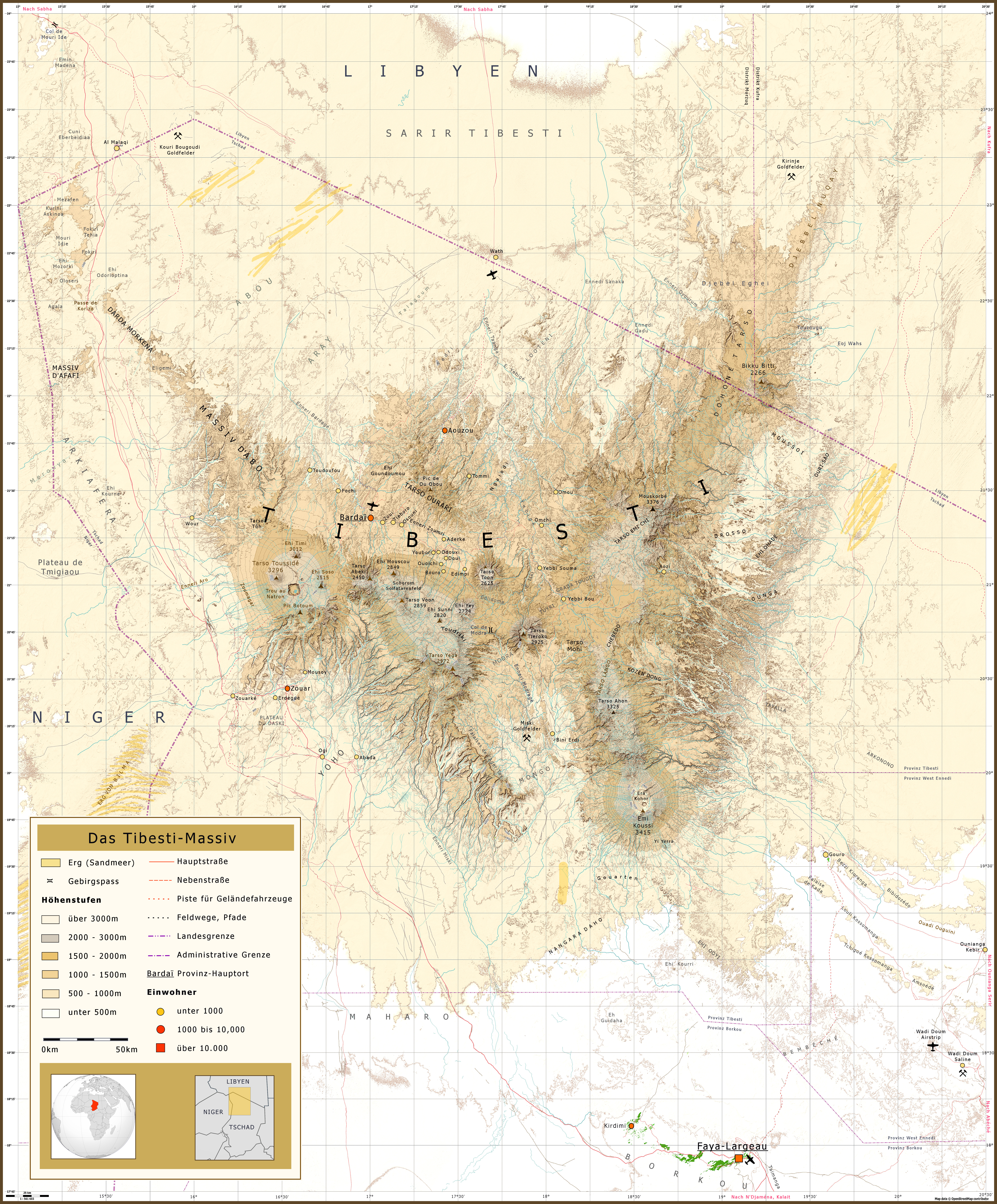
Karte des Tibesti-Massivs mit Bardaï zwischen dem I und dem B von TIBESTI

## Die Infrastruktur des Ortes
In Bardaï gibt es eine Schule, eine kleine Moschee, eine Garnison der tschadischen Armee, seit etwa 2010 ein Krankenhaus (das einzige der gesamten Region) und mehrere Geschäfte. Wie in den meisten größeren Oasen des Tibesti gibt es in Bardaï neben kleinen, gartenartigen Feldern, auf denen Getreide und Gemüse angebaut wird, auch einen Dattelpalmenhain. Bardaï ist erreichbar über den Flugplatz Bardaï-Zougra.

## Bardaï in der Administration des Tschad
Die Provinz Tibesti besteht aus zwei Departements, Tibesti Est und Tibesti Ouest (Ost- und West-Tibesti), wobei Bardaï zum östlichen Departement gehört und dessen Hauptort ist. Das Departement Tibesti Est wiederum gliedert sich in die vier Unterpräfekturen Aouzou, Bardaï, Yebbi-Bou und Zoumri. Bardaï ist also zugleich Hauptort der Provinz Tibesti, des Departements Tibesti Est und der Unterpräfektur (sous-préfecture) Bardaï. Unterpräfekt von Bardaï im Jahre 2008 war Sougoumi Chahaimi.

## Geschichte
Der erste Europäer, der detailliert von Bardaï berichtete, war der deutsche Afrikaforscher Gustav Nachtigal. Er erreichte Bardaï im Jahre 1869 von Mursuk aus kommend, musste jedoch schon nach kurzer Zeit wegen der feindseligen Haltung der lokalen Tubu-Bevölkerung flüchten. Im Sommer 1914 eroberte Frankreich den Tibesti und errichtete in Bardaï und Zouar kleine Garnisonen, die bereits 1916 wieder abziehen mussten.
1965 wurde von Jürgen Hövermann und Horst Hagedorn in Bardaï eine Forschungsstation eröffnet.
1974 erlangte Bardaï internationale Aufmerksamkeit, als eine von Hissène Habré angeführte Rebellengruppe die Stadt angriff und die französische Archäologin Françoise Claustre, den französischen Entwicklungshelfer Marc Combe und den deutschen Arzt Christoph Staewen als Geiseln gefangen nahm. Bei der Aktion kamen mehrere Menschen ums Leben, u. a. auch Staewens Frau Elfriede.
Im sog. Toyota-Krieg zwischen Libyen und dem Tschad 1986/87 war Bardaï mehrfach umkämpft.